# Bomarion amborense
Bomarion amborense là một loài bọ cánh cứng trong họ Cerambycidae.